# Antonella Ferradans
Antonella Ferradans (Montevideo, 2001. május 2. –) uruguayi női válogatott labdarúgó.

## Pályafutása
Iskoláiban fiúk között kezdte pályáját és ideje nagyrészét a labdarúgással töltötte ki. A felnőtt korhatárt elérve élt a lehetőséggel, hogy a női bajnokságban is érvényesíthesse tudását.

### Klubcsapatokban

#### Nacional
Első lépésként a Nacionalnál jelentkezett és próbajátékával sikerült beverekednie magát a csapatba, ahol bajnoki címet szerzett a 16 éven aluliak között, ráadásul négy gólt vállalt csapata történelmi 35–0-ás Huracán felett aratott sikeréből.

#### Progreso
Három év után elhagyta a Nacionalt és a Progreso színeibe öltözött. A másodosztályban nem sok alkalommal tudott a piros-sárgák rendelkezésére állni válogatottbeli kötelezettségei miatt.

#### Újra a Nacionalnál
Meggyőző játékával újra felkeltette a Nacional figyelmét és a szezon végén Josefina Villanueva és Esperanza Pizarroval egyetemben aláírta Uruguay első profi női labdarúgó szerződését. 2020-ban veretlenül nyerték meg a bajnokságot és egy újabb féléves kontraktust szignózott.

### A válogatottban
Argentína ellen léphetett pályára első alkalommal a válogatottban 2019. május 24-én.

## Sikerei

### Klubcsapatokban
Uruguayi bajnok (1):
- Nacional (1): 2020

### A válogatottban
Uruguay
- U17-es Dél-amerikai-bajnoki bronzérmes (1): 2018

## Statisztikái

### A válogatottban
2021. június 12-vel bezárólag
| Válogatott | Szezon   | Mérk. | Gól |
| ---------- | -------- | ----- | --- |
| Uruguay    |          |       |     |
| 2019       | 3        | 0     |     |
| 2021       | 1        | 0     |     |
| Összesen   | Összesen | 4     | 0   |